# Quartz-scheduler
Quartz o Quartz-Scheduler s'utilitza per a crear tasques programades simples o complexes. El programa inclou moltes característiques de classe-empresarial, com ara transaccions JTA i permet utilitzar-se en forma de cluster. Està subjecte a la llicència Apache 2.0.